# Biggles ve Španělsku
Biggles ve Španělsku (v originále Biggles in Spain), je dobrodružná kniha spisovatele W. E. Johnse, jež byla poprvé vydána roku 1939. Biggles ve Španělsku je v pořadí 17. knihou ze série o dobrodruhovi a válečném pilotovi během 1. světové a 2. světové války jménem James Bigglesworth, zkráceně Biggles.

## Děj

### Přerušená plavba
U Bigglese se objeví příznaky zimnice, kterou kdysi dostal v tropech, a tak mu lékař doporučí klid a odpočinek na palubě lodi. Biggles se proto vydá spolu s Gingerem a Algym nákladní lodí do Řecka. Poblíž Španělska je však jejich loď napadena letounem, bombardována a potopena.

### Záchrana ve tmě
Oni tři se zachránili, a rozhodli se doplavat ke břehům Španělska, kde právě zuří občanská válka. Když se ocitají před sochou Kryštofa Kolumba, zjišťují že jsou v Barceloně, která byla právě před několika minutami bombardována letadly generála Franca. Bigglesovi se podařilo vyměnit nějaké peníze za španělské pesety a okamžitě si koupili boty, o které přišli když se dostali do moře.

### Nebezpečný úkol
Poté se trojice dostává do obyčejné hospody, kde Biggles pozná muže, který vypadá jako Dicky Frazer, někdo koho kdysi znal. Biggles si je tím jistý, ale muž to popírá. Po chvíli zjišťují, že další muž který seděl v hospodě byl zavražděn aniž by si toho někdo všiml. Biggles si myslí, že to udělal prodejce losů, kterého před chvílí odehnali. V tu chvíli se Frazer přizná že je to skutečně on, a že má u sebe velice důležitý dopis, který musí být doručen britskému ministerstvu zahraničí. Hrbáče, který před chvílí vraždil identifikuje jako Goudiniho, který se nesmí dopisu zmocnit. Frazer tajně předává dopis Bigglesovi, a ten se svými druhy prchá zadním vchodem.

### Nečekaná událost
V uličce u zadního vchodu však na ně čeká několik mužů s revolvery. Trojice byla však zachráněna neznámým mužem, který je ve svém automobilu odvezl za zvuku střelby daleko do hotelu Valencia. Zavedl je do jednoho z jeho pokojů, namířil na ně pistoli a požadoval dopis.

### Zase Goudini
Muž podle svých slov sledoval Frazera z Říma do Barcelony, a viděl, jak Biggles od Frazera dopis přijal. Když se podaří Bigglesovi při dalším náletu uprchnout do koupelny a zamknout se tam, vyjme dopis z obálky, zmuchlá ho do kuličky a vyhodí ho oknem na prázdné prostranství. Poté před cizincem předstírá, že hází dopis oknem vrátnému, ale to je už jen prázdná obálka. Cizinec zamkne trojici v pokoji a jde ven pro dopis. U svého vozu je však zastřelen Goudinim.

### Obtížná situace
Goudini našel Bigglese a ostatní zamčené v hotelovém pokoji. Žádný dopis u sebe však neměli. Vyšlo najevo, že Goudini pracuje pro výzvědnou službu. Goudini dal všechny tři poslat do vězení.

### Překvapení
Ve cele Biggles zjistil, že vězení je ve stejném objektu jako kasárna Guardia Civil, civilní gardy. Přes okénko se domluvil s jedním americkým legionářem, který mu později přinesl pilník. Podařilo se jim přepilovat mříž, a v uniformách legionářů se dostat z objektu. Šli pro dopis. Byla to však past nastražená Goudinim. Nechal je utéct, a poté je sledoval. Biggles byl obklíčen. Hodil však dopis Gingerovi, který s ním utíkal jako o život.

### Ginger zůstává sám
Ginger v uniformě legionáře se dostává do davu dalších legionářů. Tam se setkává s Angličanem Fredem Summersem, který mu vysvětluje, že vojska generála Franca prorazili linie, takže půjdou na frontu. Ginger nemá na výběr, protože ho hledá Goudini, takže raději zůstává zde. Dostává se do zákopů u řeky Ebro, přes kterou se Franco snaží přejít.

### Šťastná náhoda
Ginger má dopis u sebe v zákopech. Při střelbě sleduje letoun, který pilotuje odvážný irský pilot jménem Jock McLannock. Ten je při jednom z bojů sestřelen. Ginger se odváží vylézt ze zákopů, a jít McLannockovi na pomoc. Oznamuje mu, že je také výborný pilot. McLannock slibuje, že se podívá, zda by mohl být Ginger převelen k letectvu, což by byla jeho naděje na útěk.

### Další pohroma
Zanedlouho dostává Ginger od McLannocka letadlo, a přímo v boji mu předvede co dokáže. Řekne mu však kdo doopravdy je, a ten ho nejprve považuje za ohavného špióna. Ginger mu vysvětlí celý jejich příběh. McLannock chápe jeho situaci, a oznamuje mu, že se z novin dozvěděl, že Biggles a Algy byli dopadeni a brzy budou popraveni. Ginger uschová dopis u McLannocka, a plánuje Bigglese najít.

### Zpět do Barcelony
Jock Gingerovi půjčí zbraň a automobil. Ginger se vydává zpět do Barcelony, kde chce, zatím bez plánu, osvobodit Bigglese a Algyho. U sochy Kryštofa Kolumba se však setkává s Goudinim, který je zde úplně sám.

### Nebezpečný podnik
Ginger zajme Goudiniho, a odveze ho mimo město. Donutí ho, aby napsal rozkaz, který by propustil Bigglese a Algyho. Poté ho Goudini nečekaně napadne, a Ginger ho v sebeobraně zabije.

### Rušná noc
Ginger použije dopis, a podaří se mu osvobodit své přátele. Zamíří k McLannockovu letišti, ale na místě zjišťuje, že Jock už tady není. Byl prý sestřelen nad nepřátelským územím.

### Na křídlech
Na letišti se jim podaří zcizit bombardér typu Caproni. Ginger však letí stíhačkou spolu se svou letkou, které nyní velí Američan Cy Harkwell. Rozhodli se, že s bombardérem překročí bojové linie a přistanou na Francově území. Tam mohou pátrat po McLannockovi a dopisu.

### Tragický omyl
Nad Francovým územím jsou však napadeni italskými stíhačkami. Podaří se jim je porazit, ale Ginger na chvíli ztratí z dohledu Caproniho. Když ho znovu objeví, ten na něj začne střílet. Chyba- Ginger sleduje úplně jiný Caproni. Je sestřelen, ale včas se mu podaří vyskočit s padákem.

### Z bláta do louže
Mezitím se Bigglesovi podařilo přistát poblíž místa, kde spadl Gingerův letoun, ale také na místo, kde se právě soustřeďovali italské vojenské jednotky. Byli zajati a odvezeni před italské důstojníky, kteří věděli, co je Biggles i ostatní zač. Také Bigglesovi řekli, že Goudini byl jejich špičkový agent v Barceloně.

### Nečekané setkání
Gingerovi se podaří před vojáky skrýt. Po cestě sleduje ukradenou motorkou vůz, ve kterém je převážen Biggles a Algy. Po cestě také narazí na zajatce, kteří musejí pracovat na silnici. Mezi nimi je i Fred Summers. Ginger ho vezme sebou, a sledují auto až do zajateckého tábora, kde je podle Summerse i Jock McLannock. Gingera napadne jediná možnost jak se dostat dovnitř- vmísit se mezi zajatce.

### Za ostnatým drátem
V táboře se mu podařilo kontaktovat McLannocka, který měl dopis stále schovaný u sebe. Ginger rozdělil úkoly a naplánoval akci. Večer se jim podařilo najít Bigglese a Algyho a utéct z tábora.

### Odvážný podnik
Zamířili k nejbližšímu letišti, kde se jim podařilo ukrást další bombardér Caproni. Ve vzduchu byli však napadeni pěti italskými stíhačkami. Byli však už blízko francouzského území. Bigglesovi se podařilo přistát s poškozeným letadlem, už na francouzské půdě- v bezpečí.

### Adios - A Au Revoir
V Paříži Biggles vyřídil úřední formality, a už za několik dnů byli v Londýně. Tam Biggles předal tak důležitý dopis ministerstvu zahraničí.

## Postavy v této knize
- James "Biggles" Bigglesworth
- Algernon "Algy" Lacey
- Ginger Hebblethwaite
- Jock MacLannock
- Fred Summers
- Goudini
- Cy Harkwell
- Dicky Frazer

## Lokace v této knize
- Barcelona, Španělsko
- Itálie
- Paříž, Francie
- Londýn, Spojené království